# Червоное (Краматорский район)
Червоное (укр. Червоне) — посёлок в Константиновской городской общине Краматорского района Донецкой области Украины.

## Общие сведения
Население по переписи 2001 года составляло 269 человек. Почтовый индекс — 85135. Телефонный код — 6272.